# محمد خیابانی
محمّد خیابانی معروف به شیخ محمّد خیابانی (۱۲۵۹ خامنه–۲۲ شهریور ۱۲۹۹ تبریز)، از فعالان سیاسی در دوره انقلاب مشروطه ایران بود.او در مجلس دوم به وکالت رسید و بعد از دورهٔ دوم و در حین جنگ جهانی اول به تبریز رفت و قیام کرد و اقدام به تشکیل دولت آزادیستان نمود. عاقبت با ورود والی جدید مخبرالسلطنه هدایت در شهریور ۱۲۹۹ در تبریز کشته شد.

## زندگی
محمّد خیابانی فرزند عبدالحمید، بازرگانی اهل خامنه از توابع شبستر بود. او پس از تحصیل فقه و اصول تا نزدیک مرحله اجتهاد، هیئت و نجوم را آموخت. مدتی نیز حکمت و طبیعیات و تاریخ و ادبیات تحصیل کرد. عموی او توسط قزاقهای تزاری کشته شده بود و او خود، روحانی مسجد جامع تبریز بود.
وی مدتی در مدرسه طالبیه تبریز به تحصیل پرداخت. در این مقطع، غلامحسین تبریزی هم حجره وی بود و سید احمد کسروی نیز هم دوره او.

نامواره روزنامه تجدد

زندگی محمد خیابانی پس از پیروزی مشروطه در سال ۱۲۸۵ ش، با تأسیس انجمن ایالتی در تبریز، وارد مرحله تازه‌ای گردید و در جریان محاصره تبریز، در دفاع از شهر نقش مهمی ایفا کرد. در زمان خیابانی اوضاع ایران، به خاطر دخالت‌های خارجی از جمله روسیه، انگلیس و آلمان، آشفته بود. پس از خلع محمدعلی شاه از سلطنت، خیابانی در سی سالگی به عنوان نماینده مردم تبریز راهی دوره دوم مجلس شورای ملی گردید. او به نمایندگی مجلس چهارم نیز انتخاب شد ولی هرگز نتوانست در آن مجلس شرکت کند.
اولین حرکت سیاسی معروف خیابانی، مخالفت با اولتیماتوم روسیه در مجلس دوم طی یک نطق بلند یک ساعته بود. او پس از قبول اولتیماتوم توسط دولت و تعطیلی مجلس، در سبزه میدان تهران جلسه‌ای برگزار کرد و بلافاصله برای فرار از دستگیری توسط وثوق الدوله، به خراسان رفت. در شش سال ایام فترت مجلس، مشغول تجارت شد و با تاجگذاری احمدشاه به تشکیل مجالس ادبی و مذاکرات فلسفی مشغول شد و طی این جلسات گروه‌هایی را به دور خود جمع کرد. در ماجرای اشغال تبریز توسط عثمانی از مخالفان اشغال ایران بدست قوای خارجی بود و به همین مناسبت مدتی توسط قوای عثمانی در ارومیه زندانی گردید. محمد خیابانی، با قرارداد وثوق‌الدوله با دولت انگلستان (قرارداد ۱۹۱۹) نیز به مبارزه برخاست و از آنجا که حکومت مرکزی را ضعیف و وابسته می‌دید، ایجاد یک تحول اساسی در سیستم حکومت ایران و احیای آزادی را گام نخست برای ایجاد تحولات در ایران و بیرون راندن نیروهای خارجی می‌دانست؛ ولی برداشتن گام اول را از طریق مذاکره سیاسی امکانپذیر نمی‌شمرد و تنها راه را در جنبش و مقاومت در برابر دخالت نیروهای خارجی می‌دانست. از این رو، بعد از قبول قرارداد ۱۹۱۹ م از سوی دولت ایران، در تبریز جنبشی به راه انداخت و بنا بر اصطلاح رایج، قیام کرد.

## قیام محمد خیابانی
دلیل اصلی قیام آن بود که وثوق‌الدوله برای تصویب قرارداد نیاز به مجلسی یکدست داشت ولی خیابانی موفق شده بود علی‌رغم اعمال نفوذ وثوق، شش نفر از اعضای حزب دموکرات آذربایجان را به مجلس بفرستد. وثوق تصمیم گرفت ابتکار عمل را بدست بگیرد و حزب دموکرات را غیرقانونی اعلام کند. همین امر موجب آغاز قیام شد.
وی در دو روز این قیام که از ۱۷ فروردین ۱۲۹۹ شمسی، آغاز شد، نهادهای دولتی تبریز را به تصرف خود درآورد و شهر را از دست دولتیان خارج ساخت. قیام بیش از پنج ماه ادامه داشت. او در ایالت آذربایجان دولت تشکیل داد و به همراه پیروانش در اعتراض به تغییر نام بخشی از قفقاز حول باکو به آذربایجان، نام ایالت آذربایجان را به آزادیستان تغییر داد. مخبرالسلطنه هدایت به ولایت آذربایجان منصوب شد. به فرمان مخبرالسلطنه فرستاده ویژه مشیرالدوله، صدراعظم وقت، قزاق‌ها قیام‌گران را سرکوب کردند. خیابانی که انتظار درگیری با مخبرالسلطنه را که از مخالفان قرارداد بود، نداشت، غافلگیر شد و حکومت وی بر آذربایجان تنها ظرف سه ساعت در دوشنبه ۲۲ شهریور ۱۲۹۹ برابر با ۲۹ ذیحجه ۱۳۳۸ق پس از درگیری و دخالت قزاق‌ها به شکست انجامید. محمد خیابانی نیز در خانه یکی از دوستانش کشته شد. (و یا خودکشی کرد)
در آخرین نطق خیابانی چنین آمده‌است:
«تبریز می‌خواهد حاکمیت بدست ملت باشد. تمام ایران. فعلاً با زبان حال خود این تقاضا را می‌نماید. هرگاه تهران از قبول این نظریه سرپیچی کند، ما با اصول رادیکالیسم ایران را تجدید بنا خواهیم نمود، ما می‌گوئیم حاکمیت دموکراسی باید در سراسر ایران جاری باشد. اهالی ایالات و ولایات باید رأی خود را آزادانه اظهار دارند برای مدافعه این حق، آخرین مرحله مردن است و مردن در این راه را ما بر زندگی بی‌شرمانه ترجیح می‌دهیم.»

## ماهیت قیام
دربارهٔ ماهیت قیام خیابانی نظرات مختلفی وجود دارد. گروهی او را وطن‌پرستی می‌دانند که برای جلوگیری از انعقاد قرارداد اقدام به قیام نمود و قصد گسترش قیام خود را به مرکز داشت و در آرزوی آزادی همه ایران بود. در مقابل گروهی دیگر او را تجزیه طلبی می‌دانند که حتی نام آذربایجان را به «آزادی‌ستان» تغییر داد و قصد داشت رشتهٔ اطاعت از مرکز را بگسلد. از جمله اسنادی که برای تمایلات خودمختاری خواهانه خیابانی، دست کم در آن مقطع زمانی مطرح می‌شود، تلگرافهای او به هیئت وزیران در تهران است که در آنها به صراحت اعلام می‌کرد حاضر نیست هیچ‌کسی را به عنوان والی از تهران بپذیرد اما در عین حال خواهان بودجه از تهران است. هنگامی که مخبرالسلطنه هدایت به عنوان والی از تهران والی فرستاده شد، خیابانی حاضر نشد او را بپذیرد و به او اولتیماتوم داد که نتیجه اش توسل مخبرالسلطنه به نیروی نظامی و در نهایت کشته شدن خیابانی بود. دو سال پس از کشته شدن خیابانی، محسن معتمدالتجار نماینده تبریز طی نطقی در حمایت از خیابانی، هر گونه اتهام تجزیه طلبی را در مورد خیابانی با ذکر دلایلی رد کرد، او گفت: «شیخ محمد خیابانی و یارانش (موسوم به تجددیون) خوب ملتفت بودند که در قفقاز چه زمزمه‌ها برپا شده و چه خیالات خشک بی‌معنی در کله بعضی جایگیر و می‌خواستند آذربایجان ایران را وجه المصالحه قرار داده و در تحت نفوذ خود بیاورند. این بود که حاضر به همه فداکاری و حتی به کشته شدن هم شدند که نگذارند اجنبی دخالت به امورات ایران کرده و آذربایجان ایران را تجزیه نماید. خیابانی و رفقایش بودند که به شعبه فرقه خود در بادکوبه دستور دادند که در مقابل آن نشریات عجیب و غریب و مضحک محمد امین رسول‌زاده و مساوات‌چیان جریده‌ای به اسم آذربایجان که در کلیشه لفظ آذربایجان با خط برجسته (جزء لاینفک ایران) نوشته شده بود نشر کرده و در آن تبلیغات و نشریات را نموده بفهمانند که آذربایجان جزء مهم ایران و اهالی‌اش از عنصر ایرانی است نه تورانی… جریده تجدد که ارگان رسمی تجددیون تبریز بوده در نمرات متعدد خود با حروفات برجسته آذربایجان را جزء لاینفک ایران نوشته و اعلان کرد جای بسی تعجب است که متهمین و افترا زنندگان تا این در چه از حقیقت اغماض می‌کنند که تاکنون هر قوه قاهری و هر اجنبی که می‌خواستند که ایران را صدمه برساند یا در فکر اشغال آذربایجان باشد در مقابل خود قوه که دیده‌است که پای متانت و ثبات و استقامت فشرده‌است و هر نوع مبارزه را حاضر است، تنها تجددیون را دیده‌است».

## هماوایی قیامها
قیام مردم آذربایجان به رهبری محمد خیابانی با انقلاب میرزا کوچک خان جنگلی در گیلان و قیام کلنل محمد تقی خان پسیان در خراسان، همگی در یک دوره تاریخی مشخص و با هدف ایجاد استقلال در ایران شکل گرفتند.

مزار محمد خیابانی در صحن شاه عبدالعظیم / شهر ری

در آن دوره بخاطر تحولات جهان شرایط ایران بسیار حساس و حیاتی بود. فقط با مطالعه دقیق و همه جانبه قراردادها و عهدنامه ها و تاریخ جهان و ایران است که می توان درک درستی از آن روزگار داشت.
مردم ایران سعی در کنار گذاشتن استبداد و اجرای دموکراسی داشتند. در وقایع سال ۱۲۸۵ و دوسال بعد یعنی فتح تهران سیستم سلطنت مطلقه کنار گذاشته شد و سیستم ایران پادشاهی پارلمانی شد. برای اولین بار در ایران مجلس ملی و مجلس سنا و دولت تاسیس شد، وزارتخانه ها تشکیل شدند و مردم امور مملکت را به دست گرفتند و شاه فقط بعنوان نماد و مقامی تشریفاتی درآمد.
این وقایع در زمانی اتفاق افتاد که اکثریت جهان در استبداد و استعمار به سر می برد و اکثر کشورهایی که امروزه در دموکراسی پیشرو و سرآمد هستند هنوز سلطنت مطلقه بودند. روسیه در دست تزار بود عثمانی در دست سلطان و حتی آلمان و ایتالیا و اکثر کشورهای اروپایی کاملا در سیطره استبداده قیصر و پادشاه بودند. 
در همین اثنا جهان نیز بشدت دچار تحولات شد. موج دموکراسی خواهی و ضداستعماری و ضداستبدادی در تمام جهان شعله ور شد و جهان در جنگ جهانی اول فرو رفت.در سال ۱۹۱۴ یعنی ۱۲۹۳ جنگ جهانی اول شروع شد. در سال ۱۹۱۸ جنگ جهانی تمام شد و جهان نظم نوین و جدیدی به خود گرفت. مخصوصا در همسایگی ایران حکومت عثمانی نابود شد و کشورهای ترکیه و عراق و سوریه تاسیس و به وجود آمدند. در روسیه ابتدا حکومت تزاری و سلطنتی سرنگون شد و سپس انقلاب بلوشیکی شکل گرفت و در ادامه ارتش سرخ و ارتش سفید در روسیه وارد جنگ داخلی شدند. اما بریتانیا که همسایگان ایران مثل هند و پاکستان را تحت استعمار داشت و جزایر خلیج فارس و قسمت جنوب ایران را اشغال کرده بود پیروز جنگ جهانی و قدرتمندتر از همیشه شد.
خیلی قبل تر در خلال جنگ استعماری روس و انگلیس ایران به اشغال روسیه و بریتانیا درآمده بود. ایران به سه قسمت تقسیم شده بود قسمت شمالی که تحت کنترل روسیه بود. قسمت جنوبی که در اختیار بریتانیا بود. تهران و قسمت مرکزی که در اختیار ژاندارمری و حکومت ایران بود.(با تجزیه و تقسیم اشتباه نشود). انگلیسیها در هند و سایر مستعمرات خودج تجربه پلیس هند و مزدوران کمپانی هندشرقی را داشتند و مردم محلی آن کشورها را به استخدام خود در می آوردند. به برخی از مردم اون کشورها حقوق و پول می دادند تحت نیروی نظامی و مزدور خود بکار میگرفتند. در جنوب ایران نیز پلیس جنوب را تاسیس کردند.
روسیه نیز که در مستعمرات قفقاز و سایر مستعمرات خود تجربه نیروهای مزدور قزاق را داشتند در شمال ایران قزاقخانه را تاسیس کردند و قزاق های روس را در ۹ شهر بزرگ شمالی ایران تشکیل دادند.( تبریز اصفهان تهران مشهد همدان ارومیه قزوین مازندران گیلان).

## جملات قصار خیابانی
گزیده‌ای کوچک از جملات قصار محمد خیابانی:
«اولین وسیلهٔ ترقی، داشتن روح تجدد است.
آذربایجان جزو لاینفک خاک ایران است.
ای ایران لایموت سرت را بلند دار و زنده و پاینده باش.
ایران را ایرانی باید آزاد کند.
لازمه شرافت یک ملت استقلال است.
بدون حقیقت، آزادی میسر نیست.
آزادی، مستلزم مساوات است: در برابر قانون همه برابریم.

تبریز، قصد کعبه‌ای را نکرده‌است؛ بلکه خود، کعبهٔ آزادیخواهان است.